# Horoskop śmierci 2
Horoskop śmierci 2 (franc. Le Maître du Zodiaque) - serial kryminalny produkcji francusko-szwajcarskiej emitowany w 2006 na francuskim kanale TF1. Jest kontynuacją serialu Horoskop śmierci (Zodiaque). W sierpniu 2006 był również emitowany na antenie TVP1. 

## Opis fabuły
W kontynuacji serialu Esther wraca ze Stanów do miejsca tragedii, by być na przesłuchaniu w sądzie w sprawie Zodiaka. Jej brat bliźniak, Mathias Rousseau okazał się być tytułowym Zodiakiem. Wszystko wydaje się być skończone. Jednak, po powrocie Esther do rodzinnego kraju, umiera córka Lea'i Daguerre. Sprawca morduje ją w ten sam sposób, co Zodiak. Esther znów jest w centrum wydarzeń. Pragnie odkryć, kto jest założycielem tajnego stowarzyszenia "Zodiak" i kto tytułuje się mianem "Mistrza Zodiaka". Chce też poznać przyczynę nienawiści dwóch rodzin: Saint - Andre i Daguerre. Tym razem nieszczęście dosięgnie nawet adoptowanego synka bohaterki, Quentina. Esther dowie się również o tajemniczych badaniach doktora Kowalskiego. Nawet Mathias nie wie kto jest jego prawdziwą siostrą. Kolejne, mroczne zabójstwa, których podłożem jest astrologia, przerażająca i niewiarygodna prawda, która zszokuje nawet samą Esther. Dowie się ona, że nie jest córką lecz wnuczką Gabriela Saint-Andre. 

## Obsada
- Claire Keim - Esther Delaître
- Francis Huster - Antoine Keller
- Yannis Baraban - Mathias Rousseau
- Natacha Lindinger - Eva Trammel
- Jean-Pierre Bouvier - Pierre Saint-André
- Anne Jacquemin - Juliette Saint-André
- Stéphan Guérin-Tillié - Jérome Saint-André
- Jérôme Anger - Alexis Daguerre
- Boris Terral - Loïc Daguerre
- Lydia Andreï - Philippine Daguerre
- André Oumanski - Pierre-Antoine Daguerre
- Thibault Corrion - Fabrice Laval
- Toinette Laquière - Léa Daguerre
- Kerian Mayan - Quentin
- Aurore Clément - Grâce Delaître
- Sonia Sudi - Mekki
- Josy Bernard - Hélène Daguerre
- Michel Volta - Bertrand Daguerre